# Małgorzata Brandenburska
Małgorzata Brandenburska (ur. 1270 r., zm. 1315 r. w Ratzeburgu) – córka margrabiego brandenburskiego Albrechta III i Matyldy, córki króla duńskiego Krzysztofa I, trzecia żona Przemysła II, królowa Polski, od 1302 r. księżna Saksonii.
Ślub Małgorzaty z Przemysłem odbył się przed 13 kwietnia 1293. Koronacja pary małżeńskiej miała miejsce 26 czerwca 1295 r. w Gnieźnie. Po zabójstwie Przemysła, które miało miejsce 8 lutego 1296 r., królowa wyjechała z Polski. Część źródeł historycznych, w tym między innymi Kronika Henryka z Hertfordu, obarcza winą za zabójstwo króla dynastię askańską, z której pochodziła Małgorzata. Mimo to nie czyniono jej przeszkód aby wraz z pasierbicą Ryksą opuściła Polskę. Trzymanie pieczy nad małoletnią pasierbicą miało niebagatelne znaczenie. Jako córka Przemysła II była doskonałą partią dla każdego kandydata do korony polskiej. Prawdopodobnie by tę pieczę utrzymać Małgorzata pozostawiła zapisaną jej przez męża w Wielkopolsce oprawę wdowią i pospiesznie wywiozła córkę zamordowanego króla do swojej ojczyzny. W Brandenburgii zaręczyła się z księciem rostockim Mikołajem. Małżeństwo to nie doszło do skutku. Wyszła ponownie za mąż za księcia Saksonii-Lauenburg Albrechta III. Zmarła w 1315, została pochowana w katedrze w Ratzeburgu.